# Santa María de Porquera
Porquera (llamada oficialmente Santa María de Porqueira) es una parroquia del municipio español de Porquera, en la provincia de Orense, Galicia.

## Toponimia
La parroquia también es conocida por los nombres de Santa María de Porquera, y Santa María da Porqueira.

## Organización territorial
La parroquia está formada por tres entidades de población:
- Fontemoura
- Forja (Forxa)
- Torre (A Torre)

## Demografía
| Gráfica de evolución demográfica de Porquera entre 2000 y 2023 |
|                                                                |
| Datos según el nomenclátor publicado por el INE.               |